# Lümko Iderhoff
Lümko Iderhoff (* 11. Januar 1856 in Wirdum; † 10. Januar 1931 in Sandhorst) war ein deutscher Landrat und Politiker.
Iderhoff, der evangelisch-reformierter Konfession war, war der Sohn eines Gutsbesitzers. Er studierte Rechts- und Staatswissenschaften in Göttingen, Leipzig und Berlin und schloss das Studium mit der Promotion zum Dr. jur. ab. Ab November 1879 war er Gerichtsreferendar und ab Oktober 1882 Regierungsreferendar bei der Landdrostei Stade. Er leistete Militärdienst und schied als Premier-Leutnant aus dem Militärdienst aus. Ab Juli 1885 war bei der Regierung Danzig tätig. Am 15. Mai 1888 wurde er mit der kommissarischen Leitung des Landratsamtes Weener beauftragt. Die definitive Ernennung datiert vom 1. November 1888. Im Oktober 1893 wurde er kommissarisch und im Mai 1994 definitiv Landrat im Landkreis Aurich. Zum 1. Juli 1904 schied er als Landrat aus und wurde Direktor des Evangelischen Konsistoriums in Aurich und Hauptmann der Landwehr dort.
1899 bis 1918 (mit Unterbrechungen wegen der Versetzungen) gehörte er dem Preußischen Abgeordnetenhaus an, wo er der Fraktion der Freikonservativen Partei angehörte. 1891 bis 1897 (für den Wahlbezirk Weener), 1898 bis 1909 (für den Wahlbezirk Aurich) und November 1925 bis 1929 (für den Wahlbezirk Aurich und die DNVP) gehörte er dem Provinziallandtag der Provinz Hannover an.